# Partido de la Justicia Popular (Malasia)
El Partido de la Justicia Popular (en malayo: Parti Keadilan Rakyat; en chino: 人民公正党; en pinyín: Rénmín Gōngzhèng Dǎng; en tamil: மக்கள் நீதி கட்சி) y conocido simplemente como KEADILAN o PKR, es un partido político centrista y multirracial de Malasia fundado en 2003 por Anwar Ibrahim y su mujer Wan Azizah Wan Ismail como una fusión entre el Partido de la Justicia Nacional (fundado en 1999) y el Partido Popular de Malasia. Desde su fundación, el partido ha crecido considerablemente hasta convertirse en una de las principales fuerzas opositoras al gobierno del Barisan Nasional. Disfruta de un apoyo particular en los estados de Selangor y Penang.
El partido promueve una agenda con un fuerte énfasis en la justicia social y la lucha contra la corrupción. Recientemente, el PKR adoptó una plataforma que busca abolir la Nueva Política Económica y reemplazarla por una política con énfasis en un enfoque no étnico para erradicar la pobreza y corregir los desequilibrios económicos. Desde las elecciones federales de 2018, primeras en las que el Barisan Nasional se vio derrotado, el PKR forma parte de la coalición oficialista, Pakatan Harapan, y surge como la segunda mayor fuerza política del Parlamento de Malasia con 50 escaños.

## Resultados electorales
|  | 11.67 % |

|  | 8.64 % |

|  | 18.58 % |

|  | 20.39 % |

|  | 17.37 % |